# Jiří Koskuba
Jiří Koskuba (* 14. prosince 1955 Praha) je český lékař a politik, v letech 2010 až 2017 poslanec za Českou stranu sociálně demokratickou. Zastupitelem a radním HMP byl zvolen ještě v rámci rodinné tradice jako člen Československé strany socialistické (ČSS).
Je absolventem gymnázia v Praze 9 - Vysočanech - tehdy náměstí Lidových milicí. Po promoci r. 1981 na 2. LF UK Praha a službě v armádě coby letecký lékař pracoval mimo Prahu jako lékař několika interních oddělení nemocnic OÚNZ. Poté byl přeložen do Léčebny dlouhodobě nemocných Vojkov, poté jako závodní a nakonec obvodní lékař v Panenských Břežanech. Učil alespoň do roku 1990 na VOSZŠ v Praze 1 Alšovo nábřeží. 
Lékařem FN Bulovka se stal r. 1989 a mohl tak již složit i vyšší atestaci. Od roku 1991 působil ve funkci zástupce primáře a posléze v letech 2000-2024 již jako primář II. interního a po sloučení obou pracovišť Interního oddělení Fakultní nemocnice Bulovka. Vždy bránil mj. plnou funkčnost a existenci FN Bulovka i nezbytnost dostatečného počtu nejen akutních interních lůžek pro rozsáhlou přirozenou spádovou oblast.
Byl na delší období opakovaně zvolen členem Správní rady VZP a v roce 2005 krátce působil i jako náměstek ministryně zdravotnictví.
Poslancem Poslanecké sněmovny Parlamentu České republiky byl zvolen díky preferenčním hlasům jak ve volbách 2010 v Praze, tak opět ve volbách v roce 2013 a to až z 12. místa kandidátky ČSSD.
V dubnu 2017 se však ještě jako poslanec rozhodl  ČSSD po více než dvaceti letech opustit. Pro nesouhlas se situací uvnitř této nejstarší politické strany v zemi a absenci její jakékoliv sebereflexe. Ve volbách do Poslanecké sněmovny PČR v roce 2017 již nekandidoval.
V doplňovacích volbách do Senátu PČR v dubnu 2019 pouze pro nesouhlas s opětovnými záměry města i MZ ČR s FN Bulovka neúspěšně kandidoval v Praze 9 jako nestraník za stranu Česká Suverenita. Získal 3,53 % hlasů a skončil tak na 8. místě.  Zatím co v řádných  senátních volbách v roce 2008 rovněž na Praze 9 postoupil do 2. kola. V něm však neuspěl byť skoro se 16.000 (45%) oproti protikandidátovi z ODS.